# Rafał Trzaskowski

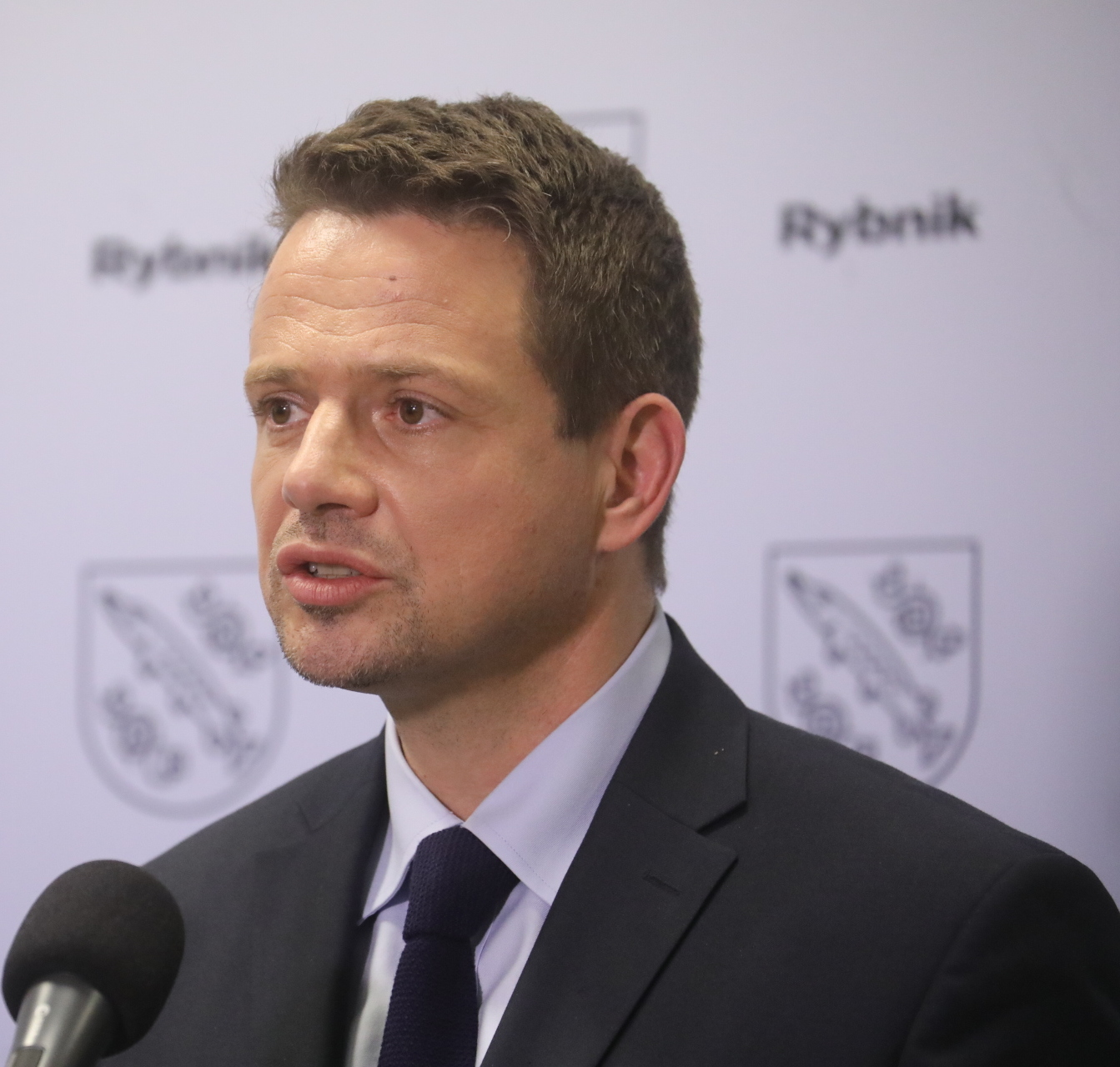
Rafał Trzaskowski (2020)

Rafał Kazimierz Trzaskowski [ˈrafaw kaˈʑĩmʲjɛʃ tʂasˈkɔfski] anhörenⓘ (* 17. Januar 1972 in Warschau) ist ein polnischer Politiker der Bürgerplattform (PO) und seit 2018 Stadtpräsident von Warschau.
Zwischen 2013 und 2014 war er Minister für Verwaltung und Digitalisierung. Trzaskowski wurde am 15. Mai 2020 zum Kandidaten der PO für die Präsidentschaftswahl in Polen 2020 gewählt. Er unterlag in der Stichwahl am 12. Juli Amtsinhaber Andrzej Duda, der von der nationalkonservativen Partei Recht und Gerechtigkeit unterstützt wurde. Er trat bei der Präsidentschaftswahl in Polen 2025 erneut an und unterlag in der Stichwahl Karol Nawrocki.

## Werdegang

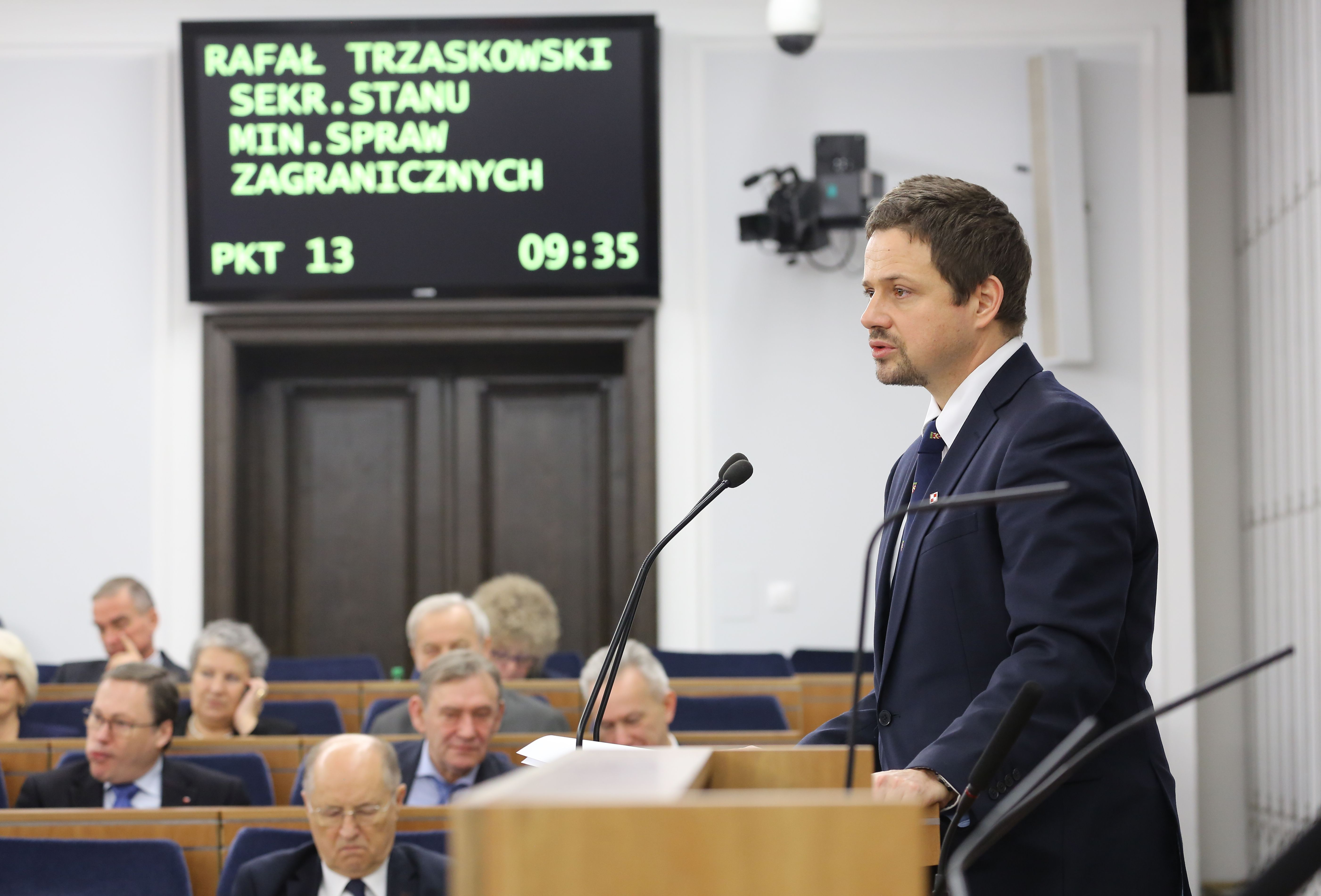
Trzaskowski spricht als Staatssekretär im Außenministerium vor dem polnischen Senat (2014)

Trzaskowski besuchte das Mikołaj-Rej-Liceum in Warschau. 1987 lebte er mit seiner Familie für mehrere Monate in Australien und besuchte in dieser Zeit eine High School in der Nähe von Sydney. Er engagierte sich während der Parlamentswahlen in Polen 1989 als Volontär für das Bürgerkomitee der Solidarność und arbeitete dabei als Simultandolmetscher für amerikanische Journalisten und Abgeordnete des amerikanischen Kongresses, wodurch er den stellvertretenden Gouverneur von Michigan, James Blanchard, kennenlernte, der ihm ein Stipendium für einen Aufenthalt an einer High School in Bloomfield Hills ermöglichte, die er zwischen 1990 und 1991 besuchte. Nach seinem Abitur 1991 studierte er Internationale Beziehungen und Anglistik an der Universität Warschau und schloss beide Studiengänge 1996 ab. Außerdem machte er 1997 einen Abschluss in Europanstudien am College of Europe in Natolin. 1995 war er Stipendiat der Universität Oxford und 2002 Stipendiat des Instituts der Europäischen Union für Sicherheitsstudien in Paris. Neben dem Studium arbeitete er 1996 bis 2002 als Nachhilfelehrer und Simultandolmetscher. Außerdem war er Dozent an der Landesschule für öffentliche Verwaltung und dem Collegium Civitas in Warschau sowie Analyst am Europakolleg in Natolin. 2004 erfolgte seine Promotion an der Universität Warschau.
Nachdem Trzaskowski im Europäischen Parlament zunächst als Berater für Jacek Saryusz-Wolski gearbeitet hatte, war er 2009 bis 2013 selbst Abgeordneter. 2010 war er Vorsitzender des Wahlkampfteams von Hanna Gronkiewicz-Waltz bei der Wahl zum Stadtpräsidenten von Warschau. Zwischen dem 3. Dezember 2013 und dem 22. September 2014 war er Minister des 2011 gebildeten Ministeriums für Verwaltung und Digitalisierung im zweiten Kabinett von Donald Tusk. Anschließend war er bis 2015 Staatssekretär für europäische Angelegenheiten unter Ewa Kopacz. 2017 wurde er zu einem der Vizepräsidenten der Europäischen Volkspartei gewählt.

## Warschauer Stadtpräsident
2017 wurde Trzaskowski für die Wahl zum Stadtpräsidenten von Warschau als gemeinsamer Kandidat der PO und der Partei Nowoczesna vorgestellt. Er setzte sich bei der Wahl im Oktober 2018 mit 56,67 Prozent der Wählerstimmen bereits im ersten Wahlgang gegen seine Rivalen durch und folgte damit seiner Parteifreundin Hanna Gronkiewicz-Waltz nach.

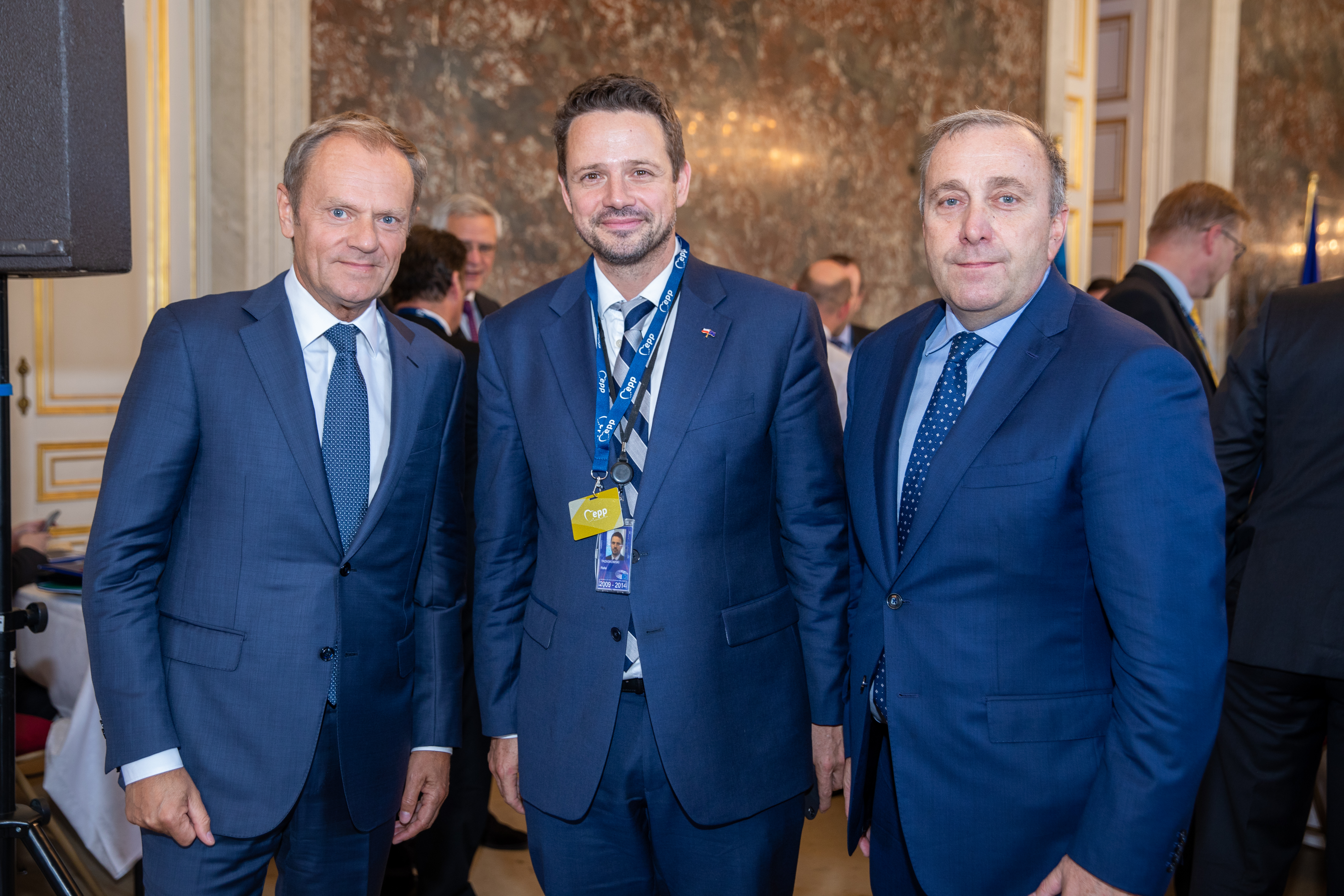
Trzaskowski (m.) mit Donald Tusk (l.) und Grzegorz Schetyna (2018)

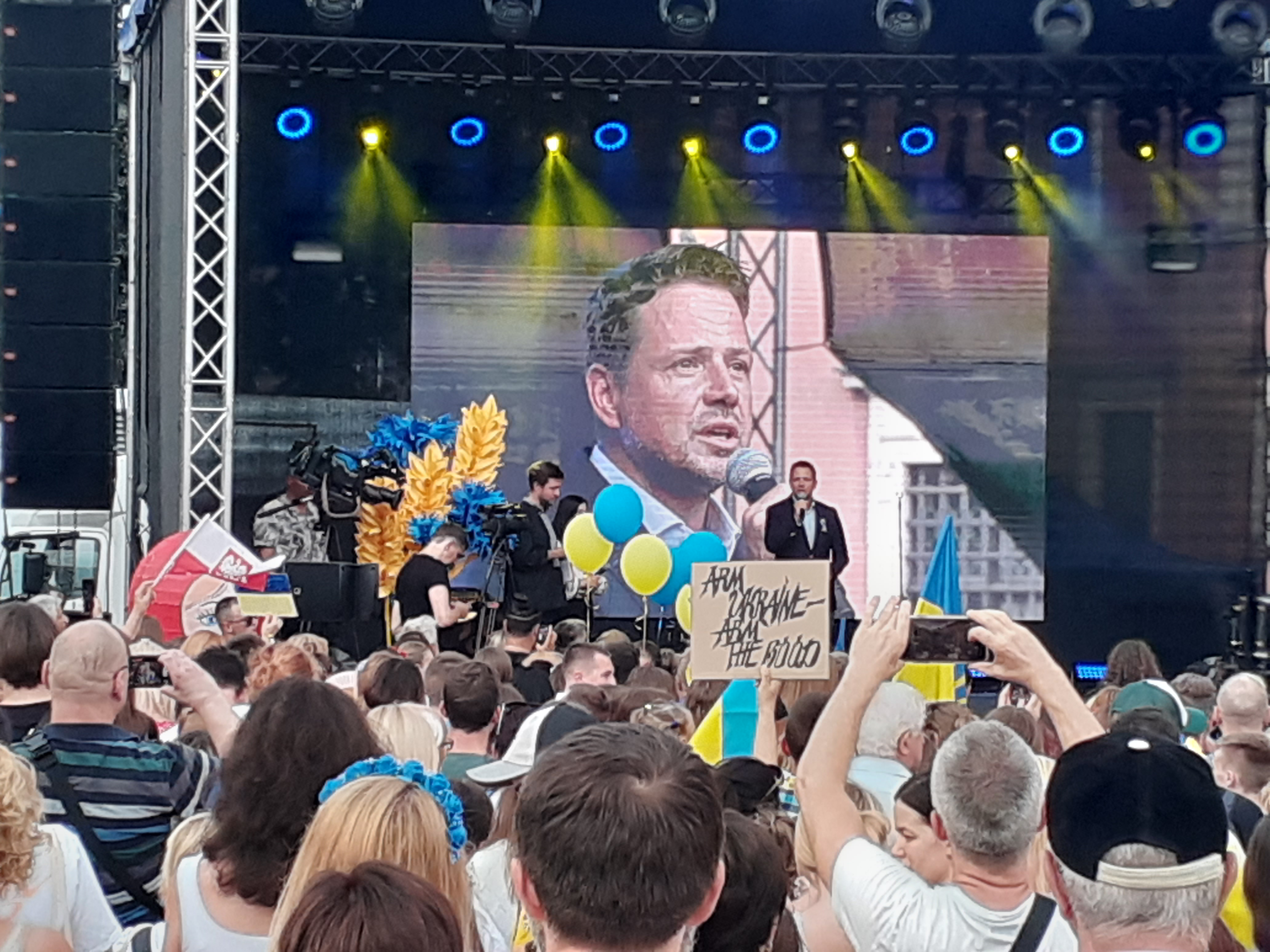
Rafał Trzaskowski in Warschau (2022)

Im Februar 2019 setzte er sich als Stadtpräsident Warschaus für LGBTQ-Rechte ein, zeichnete eine Charta und wollte LGBTQ-Themen in die Sexualerziehungslehrpläne der städtischen Warschauer Schulen integrieren lassen. Dies gilt als Auslöser für die darauf folgende Erklärung von „LGBT-Ideologie freien Zonen“ in verschiedenen südöstlichen Regionen Polens. Nach seiner Wiederwahl ließ er im Mai 2024 Kreuze aus städtischen Institutionen entfernen. Trzaskowski gilt als wichtiger Vertreter der PO-Parteilinken, will aber Politiker der Mitte sein.
Am 27. August 2019 kam es zu einer Havarie der unterirdischen Rohrleitung, die das Warschauer Abwassersystem mit einer der Kläranlagen verbindet. Ein Vertreter von Recht und Gerechtigkeit (PiS) sprach von einer Katastrophe. In den letzten Jahren steht Trzaskowski wegen seiner Verkehrspolitik in der Kritik, die mit einer innenstädtischen Umweltzone (vorwiegend nach Fahrzeugalter), Fahrradstreifen und dauerhaften Baustellen etwa für eine weitere Metro-Linie zu zahlreichen Engstellen (korki) für den PKW-Verkehr geführt hat, ein Hauptthema des Kommunalwahlkampfs 2024.

## Präsidentschaftskandidat
Nachdem die ursprünglich für den 10. Mai 2020 geplante Präsidentschaftswahl in Polen 2020 wegen der COVID-19-Pandemie in Polen verschoben werden musste, zog sich die eigentliche Kandidatin der PO, die stellvertretende Parlamentspräsidentin Małgorzata Kidawa-Błońska, am 15. Mai 2020 aufgrund sinkender Umfragewerte aus dem Wahlkampf zurück. Trzaskowski wurde daraufhin von seiner Partei zum Ersatzkandidaten gewählt und setzte sich damit parteiintern gegen Polens langjährigen Außenminister Radosław Sikorski durch. Im ersten Wahlgang am 28. Juni 2020 erhielt Trzaskowski 30,46 Prozent der Wählerstimmen und erreichte damit den zweiten Platz hinter dem amtierenden Präsidenten Andrzej Duda mit 43,5 Prozent der Wählerstimmen. Die Stichwahl zwischen beiden Kandidaten fand am 12. Juli 2020 statt. In den Stichwahlen erhielt Trzaskowski 10 018 263 Wählerstimmen (48,97 %), während Duda mit 10 440 648 Wählerstimmen (51,03 %) die Wahlen gewann.
Nach der Wahl kündigte er die Gründung einer von der PO unabhängigen, eigenen politische Gruppierung an, verwarf jedoch diese Idee nach einigen Wochen und gründete stattdessen die Initiative Ruch Wspólna Polska innerhalb der Partei.
2024 wurde er als Warschauer Bürgermeister im ersten Wahlgang wiedergewählt. Im Herbst 2024 gewann er gegen den amtierenden Außenminister Sikorski die Abstimmung um die Präsidentschaftskandidatur von Koalicja Obywatelska. Bei den Wahlen im Mai 2025 erreichte Trzaskowski im ersten Wahlgang 31,36 % der Stimmen. In der Stichwahl unterlag er mit 49,1 % der Stimmen Karol Nawrocki.

## Politische Ansichten
Trzaskowski gilt als liberal und proeuropäisch.
Er befürwortet die Verstärkung der Zusammenarbeit der einzelnen Länder in der Europäischen Union und in der NATO, die Liberalisierung des Abtreibungsrechts und staatliche Finanzierung von künstlicher Befruchtung, Maßnahmen zum Klimaschutz, die Beendigung finanzieller staatlicher Hilfen für die katholische Kirche und einen Ausbau der polnischen Streitkräfte. Er setzte sich mehrfach für die Einführung der eingetragenen Lebenspartnerschaft für homosexuelle Paare ein, lehnte jedoch 2020 die Einführung der gleichgeschlechtlichen Ehe ab. Er nahm in der Vergangenheit mehrmals an Christopher Street Day in Warschau teil.
Er war anfangs Gegner des Aufbaus des Grenzzauns zwischen Polen und Belarus und Befürworter der Aufnahme von Flüchtlingen aus dem Nahen Osten durch Polen, änderte jedoch nach Beginn des russischen Angriffskriegs gegen die Ukraine seine Meinung, unterstützte den weiteren Ausbaus des Grenzzauns und lehnte die Aufnahme von nicht-ukrainischen Geflüchteten ab.

## Privates
Trzaskowski ist Sohn des Musikers Andrzej Trzaskowski. Er spielte in der 1980 gedrehten Kinderfernsehserie Nasze podwórko als Tomek mit. Er ist seit seiner Kindheit eng mit dem Schauspieler und Generaldirektor des Teatr 6. piętro im warschauer Kulturpalast, Michał Żebrowski befreundet. Er ist verheiratet mit Małgorzata, einer langjährigen Mitarbeiterin der Warschauer Stadtverwaltung. Sie haben zwei Kinder. Trzaskowski ist Katholik.